# Конськоволя (гміна)
Гміна Конськоволя (пол. Gmina Końskowola) — місько-сільська гміна у східній Польщі. Належить до Пулавського повіту Люблінського воєводства. Центр — місто Конськоволя.
Станом на 31 грудня 2011 року у гміні проживало 9048 осіб.

## Площа
Згідно з даними за 2007 рік площа гміни становила 89.63 км², у тому числі:
- орні землі: 84,00%
- ліси: 9,00%

Таким чином, площа гміни становить 9,61% площі повіту.

## Населення
Станом на 31 грудня 2011:
| Опис     | Загалом | Загалом | Чоловіки | Чоловіки | Жінки | Жінки |
| -------- | ------- | ------- | -------- | -------- | ----- | ----- |
| одиниця  | осіб    | %       | осіб     | %        | осіб  | %     |
| все      | 9048    | 100     | 4442     | 49.09    | 4606  | 50.91 |
| міське   | 0       | 100     | 0        |          | 0     |       |
| сільське | 9048    | 100     | 4442     | 49.09    | 4606  | 50.91 |

## Сусідні гміни
Гміна Конськоволя межує з такими гмінами: Вонвольниця, Жижин, Казімеж-Дольни, Курув, Пулави.